# 국제자금세탁방지기구

국제자금세탁방지기구(Financial Action Task Force, FATF, 프랑스어 이름: Groupe d'action financière, GAFI)는 돈세탁을 퇴치하고 특정 관심을 유지하기 위한 정책을 개발하기 위해 G7의 주도로 1989년에 설립된 정부 간 기구이다. 2001년에 그 임무가 테러 자금 조달을 포함하도록 확대되었다. FATF 사무국은 행정적으로 파리에 있는 OECD에 주재되지만, 두 기구는 별개이다.
FATF의 목적은 자금 세탁, 테러 자금 조달 및 국제 금융 시스템의 무결성에 대한 기타 관련 위협에 맞서기 위한 법적, 규제적, 운영적 조치의 표준을 설정하고 효과적인 이행을 촉진하는 것이다. FATF는 이러한 분야에서 국가적 입법 및 규제 개혁을 가져오기 위해 필요한 정치적 의지를 생성하기 위해 노력하는 "정책 결정 기구"이다. FATF는 회원국의 "동료 검토"("상호 평가")를 통해 권장 사항 이행의 진행 상황을 모니터링한다.
2000년 이래로 FATF는 FATF 블랙리스트(공식적으로 "행동 촉구"라고 함)와 FATF 그레이리스트(공식적으로 "기타 감시 관할권"이라고 함)를 유지해 왔다. 블랙리스트로 인해 금융 기관은 목록에 있는 곳에서 자원과 서비스를 다른 곳으로 옮겼다. 이는 차례로 목록에 있는 국가의 국내 경제 및 정치 행위자들이 FATF를 준수하는 규정을 도입하도록 정부에 압력을 가하도록 동기를 부여했다.

## 구성원
2023년 10월 기준 FATF는 38개국을 정회원으로 두고 있다. 그러나 여러 관련 지역 기관을 통해 FATF 네트워크는 2012년 현재 총 187개국으로 구성되었다. FATF는 또한 여러 국제 및 지역 기구와 긴밀히 협력하고 있다. 국가는 FATF가 시행하는 법률 및 규정을 준수하는지 확인하기 위해 FATF의 평가를 받는다.
지역 조직
1. 유럽연합
2. 걸프 협력 위원회

국가 및 기타 관할권
1. 아르헨티나
2. 오스트레일리아
3. 오스트리아
4. 벨기에
5. 브라질
6. 캐나다
7. 중국
8. 덴마크
9. 핀란드
10. 프랑스
11. 독일
12. 그리스
13. 홍콩
14. 아이슬란드
15. 인도
16. 인도네시아
17. 아일랜드
18. 이스라엘
19. 이탈리아
20. 일본
21. 룩셈부르크
22. 말레이시아
23. 멕시코
24. 네덜란드 (구성:  네덜란드,  아루바,  퀴라소,  신트마르턴)
25. 뉴질랜드
26. 노르웨이
27. 포르투갈
28. 러시아 (보류)[3]
29. 사우디 아라비아
30. 싱가포르
31. 남아프리카 공화국
32. 대한민국
33. 스페인
34. 스웨덴
35. 스위스
36. 터키
37. 영국
38. 미국

## 같이 보기
- 송금
- 화이트 칼라 범죄